# 変な家シミュレーター
『変な家シミュレーター』（へんないえシミュレーター）は、 2024年4月3日に、フリーゲーム投稿サイト『unityroom』に投稿されたゲーム。
製作者はLiMM。

## 概要
変な家の間取りを作るパズルゲーム。
タイトルに『変な家』と冠しているものの、同名のミステリー作品よりもそれを題材としたパロディ動画の雰囲気が濃い。
HypnosisSoftからオリジナルから改良を加えた『変な間取りシミュレーター』として、Nintendo Switch にて2024年内の配信が発表されたが、突如開発中止が発表された。
その後、『間取りパズル　赤い部屋シミュレーター』として2025年内に改めて配信する事が発表された。こちらでは同名の都市伝説をモチーフにしている。

## ゲームのルール
方眼紙状の間取り図に、ブロック状のパーツに分かれた部屋を設置して次々と設置していく。
部屋はドラッグ&ドロップで設置していき、一度設置してしまうと新たな部屋が生成される為取り消すことはできず、部屋の形は長方形や立方体とは限らない。
部屋を一通り置き終えた際に雨月の手元にある電話をクリックする事で、次の部屋に進む。この際出来た間取り図に部屋で取り囲んだ際に生じた空間が「変なスペース」となり、そこが赤色で表示される。
なお、一番外側に部屋が置かれていなかったり、部屋同士が繋がっていない場合、その部分が「外壁」と見做され、次の階層以降部屋が置けなくなってしまう。
全部で10階まであり、これを繰り返して最上階にたどり着けばクリア。
部屋を置かない状態で電話をクリックすると、その場でゲームが終了する。
また、ゲーム終了時にスコアが3000点以上に達していると、家の真相にたどり着く。

## 登場人物
雨月（うげつ）
声 - 後鬼（VOICEVOX）
本作の主人公。家の購入を検討している知り合いの男から「家の間取りを作って欲しい」と依頼された人物。ゲーム中は忙しなく動いたり、間取り図を見て一々呟いたりする。
設計士・栗浜（くりはま）
声 - 青山龍星（VOICEVOX）
雨月と共に変な家の間取り作りに挑む設計士。